# هریسون (مینیاپولیس)
هریسون (به انگلیسی: Harrison) یک محله در ایالات متحده آمریکا است که در مینیاپولیس واقع شده‌است. هریسون ۳٬۲۱۱ نفر جمعیت دارد.